# كليثون
كليثون (بالإنجليزية: Clithon) هو جنس من القواقع المائية التي تعيش في المياه العذبة أو المالحة قليلة الملوحة، وهي مزودة بغطاء صدفي يُعرف بـ الصفاق أو الغطاء القوقعي. تنتمي هذه القواقع إلى عائلة نيريتيديا، والتي تُعرف باسم قواقع النيريت.

## التصنيف
جنس كليثون هو أحد الأجناس التابعة لعائلة النيريت، والتي تتضمن أنواعًا مختلفة من القواقع المائية التي تعيش في بيئات متنوعة، من المياه العذبة إلى الشبه مالحة. يتميز هذا الجنس بتنوع أشكاله وتلون أصدافه التي تكون غالبًا جذابة وفريدة من نوعها.

## الأنواع
يشمل جنس كليثون العديد من الأنواع، منها:
- Clithon corona
- Clithon diadema
- Clithon oualaniense
- Clithon lentiginosum
- Clithon retropictum
- Clithon sowerbianum

وقد تختلف الأنواع في حجمها وشكل القوقعة ودرجة تحملها لدرجات الملوحة المختلفة.

## البيئة والسلوك
تعيش أنواع كليثون عادة في الأنهار، والجداول، ومصبات الأنهار، والمناطق الساحلية قليلة الملوحة. تتغذى هذه القواقع على الطحالب والمواد العضوية الموجودة على الصخور والنباتات المائية، وتُستخدم أحيانًا في الأحواض المائية (الأكواريوم) بسبب دورها في تنظيف الطحالب وجمال أصدافها.

## الاستخدام البشري
تُربّى بعض الأنواع من كليثون في الأحواض المنزلية الزينة، ويُفضلها مربو الأحياء المائية نظرًا لقدرتها على تنظيف الطحالب من الزجاج والنباتات، بالإضافة إلى تلوينها الفريد.